# Museu de Arte do Espírito Santo
O Museu de Arte do Espírito Santo Dionísio Del Santo é um museu localizado em Vitória, Espírito Santo, inaugurado no dia 18 de dezembro de 1998.
O museu ocupa um edifício, projetado pelo arquiteto checo Joseph Pitilick, concluído em 1925, que já sediou o “Serviços de Melhoramentos”, tendo também acolhido o Diário Oficial, setores da Secretaria de Administração e dos Recursos Humanos e a Secretaria da Fazenda.
O Museu de Arte do Espírito Santo pode receber exposições nacionais e internacionais, tem cinco salas e hall, em dois pisos. Tem também uma biblioteca com cerca de 3 mil títulos em diversas temáticas.

## Reforma
Com o objetivo de otimizar o espaço disponível e adequá-lo às normas de acessibilidade, foi iniciada uma reforma no Museu de Arte do Espírito Santo Dionísio Del Santo (MAES), no dia 19 de setembro de 2016. No projeto, foi pretendido ampliar a área expositiva para uma maior flexibilização do espaço e também criar áreas voltadas para a convivência dos visitantes. 
Além de um mobiliário adequado para comportar todo o acervo, foi previsto na reforma uma adequação para pessoas portadoras de necessidades especiais como, por exemplo, sinalização adequada, banheiros e elevadores. A abertura de janelas do museu para o centro da cidade também foi pensada para proporcionar uma melhor interação do público com as ações ocorridas dentro do MAES.

## Reforma fictícia (2021)
Em 24 de março de 2021 o artista Felippe Moraes, enquanto um dos curadores do projeto Tirante, publicou em seu Instagram planos de uma nova reforma do Museu de Arte do Espírito Santo com patrocínio da Da Silva Brokers. Os renders de uma construção em forma de ovo gigante posicionado sobre o Museu, que serviria como anexo para exposições e abrigaria a coleção de arte contemporânea da empresa, viralizaram e geraram indignação do público. Foi criado um abaixo-assinado para impedir as obras. O projeto foi criticado pela poluição visual e inconformidade com a arquitetura tombada do edifício.
Entretanto, o projeto da reforma, assim como a empresa Da Silva Brokers, e seu CEO Antônio da Silva, eram todos fictícios e parte do trabalho desenvolvido pelo artista alemão Anton Steenbock para o projeto Tirante. Segundo o artista, a iniciativa propunha discutir a arquitetura de construções extravagantes e a especulação imobiliária. A Secretaria de Cultura do Governo do Estado do Espírito Santo (SECULT) se manifestou esclarecendo que não havia previsão de novos projetos de reforma do Museu. Também afirmou em nota que a repercussão do projeto reforça o papel provocador e inquietante da arte e se propõe a discutir a velocidade em que se são consumidas informações e desinformações.

## Exposições

### Projeto Tirante (2021)
Em 2021, durante a pandemia de Covid-19, foi realizado o projeto Tirante, a primeira exposição online do Museu e pensada inteiramente para o ambiente virtual. Com curadoria de Clara Sampaio e Felippe Moraes, a mostra articula arte e arquitetura, curadoria e prática artística e é motivada pela reforma da instituição entre 2016 e 2017 e pelas práticas transdisciplinares dos participantes. O projeto apresentou conteúdos inéditos no Instagram e no site criados pelos artistas participantes: Anton Steenbock, Clara Sampaio, Felippe Moraes, Fredone Fone, Marcelo Venzon e Raquel Garbelotti. Também foram apresentados conteúdos criados pelos convidados Lindomberto Alves, Amanda Amaral, Ricardo Basbaum, Gabriela Leandro Pereira, Mauro Neri, Juan Gonçalves, Rebeca Ribeira e Thiara Pagani.
Site do projeto: tirante.org